# Jeel
Jeel, de son vrai nom Alexandra Ropelé née le 11 octobre 1994, est une vidéaste web et streameuse française connue pour être l'une des streameuses francophones les plus suivies sur la plateforme Twitch avec Maghla et LittleBigWhale.

## Biographie
Jeel est initiée très jeune au jeu vidéo par son oncle sur les jeux The Legend of Zelda et Secret of Mana. Elle joue à World of Warcraft dès ses 9 ans,. À 16 ans, elle devient pompier volontaire.
Après des débuts dans le streaming chez Eclypsia en 2015, elle devient chroniqueuse sur la JVTV. Elle y partage ses passions pour le Japon, le dessin, la culture geek ou encore les jeux vidéo. Six ans plus tard, elle est, avec plus de 500 000 abonnés, la première streameuse française sur la plateforme Twitch. Devenue une figure incontournable du Twitch francophone, la vidéaste participe à plusieurs événements caritatifs, dont plusieurs Z Event, l’événement « Run for the Oceans » et aux « Justiciers du Cœur » pour 30 millions d'amis. Seule femme présente dans le classement des meilleures audiences de Twitch en 2020, elle fait partie de la campagne publicitaire de la plateforme en 2021.
En mai 2021, elle réalise un cosplay de Ciri, personnage de The Witcher 3. En décembre, elle participe au direct Toque Chef organisé par Domingo en duo avec Deujna.
En mai 2022, elle organise un jeu de rôle au château d'Amboise. Deux mois plus tard, de retour du Japon où elle a gravi le Mont Fuji, défi du Z Event 2021, elle remporte la compétition Twitch Rivals en duo avec Tonton lors de la TwitchCon organisée à la RAI Amsterdam,.
En décembre 2022, elle officialise sa relation avec le vidéaste Louis-San.
Le 5 mai 2024, elle annonce la fin de sa chaîne YouTube "Jeel" au profit d'une nouvelle, plus axée sur ses envies et centres d'intérêts du moment qui ont évolué après 10 ans de présence sur la plate-forme et ne sont alors plus ceux de sa communauté initiale,.